# Paramètre affine
Pour les articles homonymes, voir Paramètre (homonymie).
En relativité générale, un paramètre affine représente la quantité utilisée pour paramétrer une géodésique, c'est-à-dire la trajectoire d'un objet ou d'une particule sous l'influence du seul champ gravitationnel et en l'absence d'autres forces. Le terme de paramètre affine provient du fait que pour un paramètre affine p donné, le paramètre p' déduit d'une transformation affine est lui aussi un paramètre affine. 

## Définition
Une géodésique est une trajectoire suivie par un objet ou une particule. En relativité générale, il est toujours possible de définir un système de coordonnées dans la région de la trajectoire considérée.  La trajectoire est ainsi repérée par la succession des valeurs prises par les coordonnées où se trouve l'objet ou la particule. Ces différentes valeurs sont repérées les unes par rapport aux autres par un nombre réel, appelé paramètre de la trajectoire. La trajectoire est ainsi déterminée par la donnée des quantités notées {\displaystyle x^{a}(p)}, les xa correspondant aux coordonnées et p au paramètre de la trajectoire. On montre que si l'équation suivante est satisfaite, alors la trajectoire est une géodésique :
{\displaystyle {\frac {{\rm {d}}^{2}x^{a}}{{\rm {d}}p^{2}}}+\Gamma _{bc}^{a}{\frac {{\rm {d}}x^{b}}{{\rm {d}}p}}{\frac {{\rm {d}}x^{c}}{{\rm {d}}p}}=0},
où les quantités {\displaystyle \Gamma _{bc}^{a}} sont appelées symboles de Christoffel et sont déterminées par la structure du géométrique de la région considérée (c'est-à-dire par le champ gravitationnel dans le cas de la relativité générale). Dans ce cas, le paramètre p est appelé paramètre affine.
Par définition d'une géodésique, le temps propre, c'est-à-dire le temps tel qu'il est mesuré par un observateur suivant cette trajectoire, est un paramètre affine de la trajectoire. Le concept de temps propre ne convient que pour un observateur se déplaçant à une vitesse inférieure à la vitesse de la lumière. La trajectoire d'un photon nécessite l'utilisation d'un paramètre affine qu'il est plus difficile de relier à un concept physique intuitif.

## Propriété fondamentale
En définissant le paramètre p' par
{\displaystyle p'=ap+b},
on vérifie que l'équation des géodésiques est toujours satisfaite. En effet, en différenciant la relation ci-dessus, il vient
{\displaystyle {\rm {d}}p'=a\;{\rm {d}}p},
d'où
{\displaystyle {\frac {{\rm {d}}^{2}x^{a}}{{\rm {d}}p'^{2}}}={\frac {1}{a^{2}}}{\frac {{\rm {d}}^{2}x^{a}}{{\rm {d}}p^{2}}}},
et
{\displaystyle \Gamma _{bc}^{a}{\frac {{\rm {d}}x^{b}}{{\rm {d}}p'}}{\frac {{\rm {d}}x^{c}}{{\rm {d}}p'}}={\frac {1}{a^{2}}}\Gamma _{bc}^{a}{\frac {{\rm {d}}x^{b}}{{\rm {d}}p}}{\frac {{\rm {d}}x^{c}}{{\rm {d}}p}}},
d'où encore
{\displaystyle {\frac {{\rm {d}}^{2}x^{a}}{{\rm {d}}p'^{2}}}+\Gamma _{bc}^{a}{\frac {{\rm {d}}x^{b}}{{\rm {d}}p'}}{\frac {{\rm {d}}x^{c}}{{\rm {d}}p'}}=0},
qui est à nouveau l'équation d'une géodésique.
Dans le cas d'un observateur se déplaçant moins vite que la lumière, le passage d'un paramètre affine a peut être vu comme une redéfinition de l'unité de temps qu'il utilise pour mesurer les durées : le paramètre a indique la différence de la nouvelle unité de temps par rapport à l'ancienne, et le paramètre b de combien le temps « 0 » de son nouveau mode de mesure du temps diffère de l'ancien. Il est clair que ces deux quantités sont arbitraires, et que la trajectoire ne doit pas dépendre des conventions utilisées pour les définir, aussi l'équation des géodésiques en est-elle complètement indépendante.

## Paramètre non affine
Il est possible d'utiliser un paramètre non affine pour décrire une géodésique. Dans ce cas, en notant q un tel paramètre, fonction d'un paramètre affine p, on a, en utilisant le fait que q est une fonction monotone de p,
{\displaystyle {\frac {{\rm {d}}^{2}x^{a}}{{\rm {d}}q^{2}}}+{\frac {\frac {\partial ^{2}q}{\partial p^{2}}}{\left({\frac {\partial q}{\partial p}}\right)^{2}}}{\frac {{\rm {d}}x^{a}}{{\rm {d}}q}}+\Gamma _{bc}^{a}{\frac {{\rm {d}}x^{b}}{{\rm {d}}q}}{\frac {{\rm {d}}x^{c}}{{\rm {d}}q}}=0}.
En général cette dernière formulation est moins commode que celle utilisant le paramètre affine. Il est cependant possible qu'un tel paramètre non affine q soit présent dans le problème considéré et qu'il soit opportun de l'utiliser. Par exemple, un tel paramètre peut intervenir lorsque l'on est dans une situation où existent des vecteurs de Killing, auquel cas, le paramètre décrivant l'orbite de ce ou ces vecteurs de Killing peut être amené à intervenir. Par exemple, dans la métrique de Schwarzschild, il peut être utile de paramétriser une partie d'une géodésique par le paramètre t correspondant au temps propre mesuré par un observateur loin du trou noir, quand bien même une telle quantité ne correspond pas au temps propre d'un observateur s'approchant du trou noir, qui lui est un paramètre affine de la trajectoire.